# Kim Kirchen
Kim Kirchen (ur. 3 lipca 1978) – były luksemburski kolarz szosowy.
Od 2001 kolarz zawodowy; wygrał m.in. Wyścig Dookoła Holandii w 2002 i mistrzostwa kraju w 2004. W 2003 zajął 29. miejsce w Giro d'Italia. Rok później startował po raz pierwszy w Tour de France; zajął 63. miejsce. Tour de France 2005 nie ukończył, z powodu kontuzji zrezygnował z kontynuowania jazdy po XI etapie; był wówczas na 20. miejscu w klasyfikacji generalnej.
Startował w barwach zespołu Fassa Bortolo, w sezonie 2006 przeszedł do T-Mobile. Wygrał Tour de Pologne 2005, zdobywając koszulkę lidera po zwycięstwie na VII etapie.
W 2010 Kim Kirchen miał zawał serca i został w szpitalu wprowadzony w sztuczną śpiączkę. Podczas Tour de Suisse Kirchen zasłabł  wieczorem w hotelu podczas odprawy ekipy i został przewieziony do Kliniki Uniwersyteckiej w Zurychu. W związku z problemami zdrowotnymi postanowił zaprzestać ścigania.

## Wybrane sukcesy
- 2001 zwycięstwo etapowe Tour de Luxembourg
- 2002 zwycięzca Tour of Netherlands
- 2002 zwycięzca Tour de Bern
- 2003 zwycięzca Paryż-Bruksela
- 2003 zwycięstwo etapowe Tour Méditerranéen
- 2004 mistrz Luksemburga
- 2004 6. miejsce na Olimpiadzie w Atenach
- 2005 zwycięzca Trofeo Laigueglia
- 2005 zwycięzca GP Chiasso
- 2005 zwycięzca Tour de Pologne 2005 (w tym jeden etap)
- 2006 mistrz Luksemburga
- 2007 2. miejsce Tirreno-Adriático 2007
- 2007 10. miejsce Tour de France
- 2007 3. miejsce Tour de Pologne 2007
- 2008 zwycięzca  La Flèche Wallonne 2008
- 2008 2. miejsce na 4 etapie Tour de France 2008
- 2008 zielona koszulka klasyfikacji punktowej Tour de France 2008 przez 6 etapów
- 2008 koszulka lidera Tour de France 2008 przez 4 etapy